# Horodnya
Horodnya (Ukránul: Городня) egy kisváros Ukrajnában, a Csernyihivi terület Csernyihivi járásában. 1957 óta városi ranggal rendelkezik. Népessé e 11 240 (2023-as becslés). Jelentős zsidó lakossággal rendelkezett a 19. század végére, lényegében egy zsidó shtetl-ként működött, zsinagógával.

## Elhelyezkedése
Horodnia a Csibrizs folyó két partján terül el. Kievtől északkeletre, körülbelül 200 kilométerre fekszik.

## Zsidó történelme és a pogromok
Horodnyát először a 17. század elején említik a történeti irodalomban. Nevének eredetéről különböző elképzelések vannak. Horodnya 1667-ben került az Orosz Birodalomhoz.
1626-ban megtiltották a zsidóknak, hogy a csernyihivi és a sziveri területeken éljenek. A XIX. század eleji népszámlálások nem jegyezték fel a zsidó lakosság jelenlétét Gorodnében.
Az akkor még falunak számító Horodnyában 1845-ben létezett egy zsidó temetkezési társaság. A levéltári dokumentumok szerint 1863-ban zsinagógát emeltek a városban.
A zsidók a 19. század közepén kezdtek Horodnyában letelepedni. Az 1847-es évben 577 zsidó élt itt.
1905. február 15-én a Bund tagjai részt vettek a cárellenes felkelésben. 1905 októberében pogromkísérletekre került sor, amelyeket azonban a zsidó önvédelmi egységek megakadályoztak.
A XX. század elején David Bukhdruker lett a temetkezési társaság elnöke.
1910-ben 2 zsinagóga volt, egy fából és egy kőből épült (ezek a XVIII. század végén - XIX. század elején épültek), és két zsidó temető is működött.
A kő zsinagóga a jelenlegi Vega vállalkozás területén állt, egy kétszintes iskolaépület mellett, amely a II. világháború alatt leégett. A zsinagógákat az 1920-1930-as években bezárták: a téglából épült zsinagógát lerombolták, a fából épültet pedig táncteremnek, később mozinak használták.
Az 1920-as években Galaka ataman bandái pogromokat követtek el a kerület falvaiban.
1921-ben az ideiglenes zsidó önvédelmi egységek tevékenységének köszönhetően a helyi zsidóknak sikerült megakadályozniuk a pogromokat Gorodnyában.
A legtöbb gorodnyai zsidó kézműves vagy kereskedő volt (amíg a szovjet hatóságok az 1930-as évek elején be nem tiltották a magánkereskedelmet); mások a gorodnyai porcelángyárban dolgoztak.
A város zsidóságának száma 1939-ben 731 volt, ekkor a város teljes lakosságának 8 százalékát tették ki.  Kisebb közösségek léteztek Szolonovka, Ivaskovka és Makisin falvakban.
2020. július 18-ig Horodnya volt Horodnia Raion közigazgatási központja.
Horodnyát az orosz erők szállták meg az orosz–ukrán háború alatt. A jelentések szerint az orosz erők 2022. április 1-jén hagyták el a várost.

## Nevezetes emberek
Sok híres ember született, élt és tanult Horodnyában. Köztük van Vasyl Chumak költő, Petro Pynytsia, Stepan Nis néprajzkutató, Mykola Volkovych orvos és professzor, politikus és Ukrajna hőse, Levko Lukjanyenko. Olekszij Honcsaruk, Ukrajna korábbi politikusa és miniszterelnöke Horodniában nőtt fel és végezte iskoláit.